# Montieri
Montieri è un comune italiano di 1 186 abitanti della provincia di Grosseto in Toscana. 
Si trova nel territorio delle Colline Metallifere grossetane ed è noto per i grandi giacimenti di pirite, piombo e argento sfruttati sino agli anni novanta del XX secolo, quando fu chiusa la miniera di Campiano presso la frazione Boccheggiano.

## Geografia fisica

### Territorio
Il territorio di Montieri è caratterizzato da grandi superfici boschive, che in passato hanno rappresentato la principale fonte di approvvigionamento del combustibile necessario all'attività mineraria e la materia prima indispensabile alla realizzazione di armature per gallerie e costruzioni intorno alle miniere.
Il Poggio di Montieri (altezza 1052 m) ha sempre suscitato molto interesse dal punto di vista geologico e naturalistico; la sua costituzione geologica è simile a quella delle vicine Cornate di Gerfalco: ricco di varie specie di pietra alberese (o "sasso di calcina") e di calcare. Da segnalare anche il poggio Ritrovoli (altezza 1015 m), punto più alto delle Carline di Travale. Le Cornate di Gerfalco con 1060 m di altezza costituiscono il rilievo più alto delle colline metallifere. Dal bacino idrografico delle Cornate, delle Carline e del Poggio di Montieri nasce il fiume Cecina. Dal versante meridionale del poggio di Montieri nasce un ramo del fiume Merse, denominato Savioli; sulla cima troneggia una monumentale croce di ferro, eretta nel 1961.
Nelle quote più basse, data la relativa vicinanza dal mare e la bassa quota, vivono specie mediterranee come i lecci, le sughere e un sottobosco di erica e ginestra; salendo di quota compaiono essenze tipicamente submontane come i cerri, roverelle e ampi castagneti.
Le relazioni di viaggio sette - ottocentesche fanno riferimento ai numerosi minerali reperiti in zona: tra essi le formazioni cristalline note come i "cristalli di Montieri" citati dal Targioni Tozzetti nel 1770.
In antiche discariche, poste nei pressi di pozzi ormai riempiti dal materiale accumulatosi nel tempo, fu notata da Emanuele Repetti, nella prima metà dell'Ottocento, la presenza di galena e tetraedrite argentifere, calcopirite, pirite e altri minerali.
- Classificazione sismica: zona 3 (sismicità bassa), Ordinanza PCM 3274 del 20/03/2003

### Clima
I 2500 gradi giorno registrati nel centro di Montieri consentono in tutto il territorio comunale, incluso in zona E, l'accensione degli impianti di riscaldamento nel periodo 15 ottobre-15 aprile per un massimo di 14 ore giornaliere.
In base ai dati medi disponibili per il trentennio 1951-1980 per le stazioni meteorologiche situate all'interno del territorio comunale e di seguito riportati nella tabella, la temperatura media annua varia dai +11,7 °C di Gerfalco (732 metri s.l.m.) ai +13,4 °C di Travale (521 metri s.l.m.), passando per i +12,1 °C di Boccheggiano a 664 metri s.l.m.; mentre le precipitazioni medie annue, pur risultando quasi ovunque superiori ai 1000 mm per l'effetto stau dovuto alla presenza di vicine vette montuose delle Colline Metallifere, variano tra i 1.047 mm di Gerfalco e i 1.168 mm di Boccheggiano.
| Località     | Altitudine       | Temperatura media annua | Precipitazioni medie annue | Media di riferimento |
| ------------ | ---------------- | ----------------------- | -------------------------- | -------------------- |
| Travale      | 521 metri s.l.m. | 13,4 °C                 | 1.122 mm                   | 1951-1980            |
| Gerfalco     | 732 metri s.l.m. | 11,7 °C                 | 1.047 mm                   | 1951-1980            |
| Boccheggiano | 664 metri s.l.m. | 12,1 °C                 | 1.168 mm                   | 1951-1980            |

- Classificazione climatica: zona E, 2500 GG
- Diffusività atmosferica: media, Ibimet CNR 2002

## Origini del nome

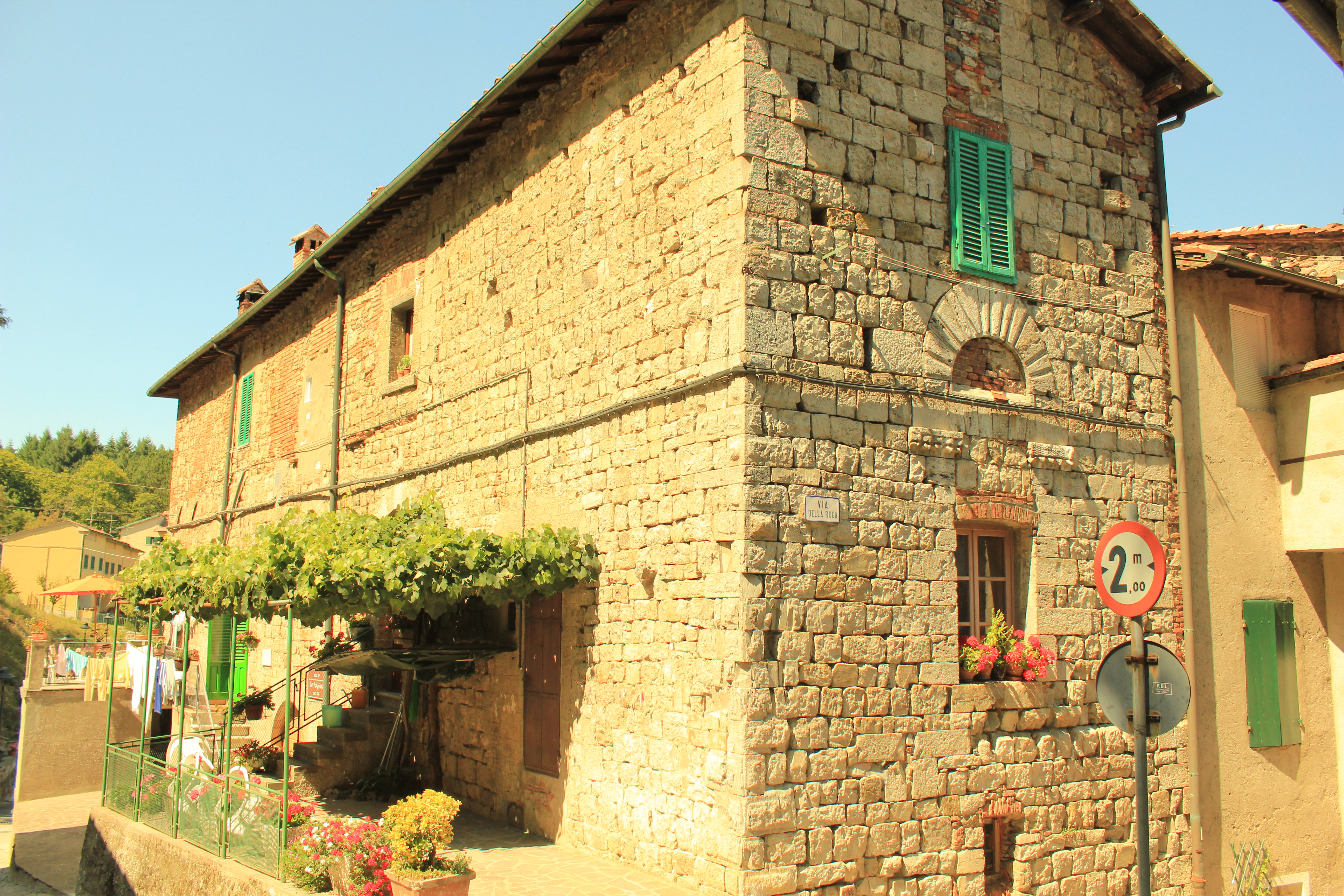
Il vecchio cassero con le carceri

Il nome deriva da Mons aeris, che significa "monte del rame", e quindi è collegato alle risorse minerarie della zona, le Colline Metallifere. Montieri è citato per la prima volta nel 973 in un atto di vendita di Lamberto Aldobrandeschi.

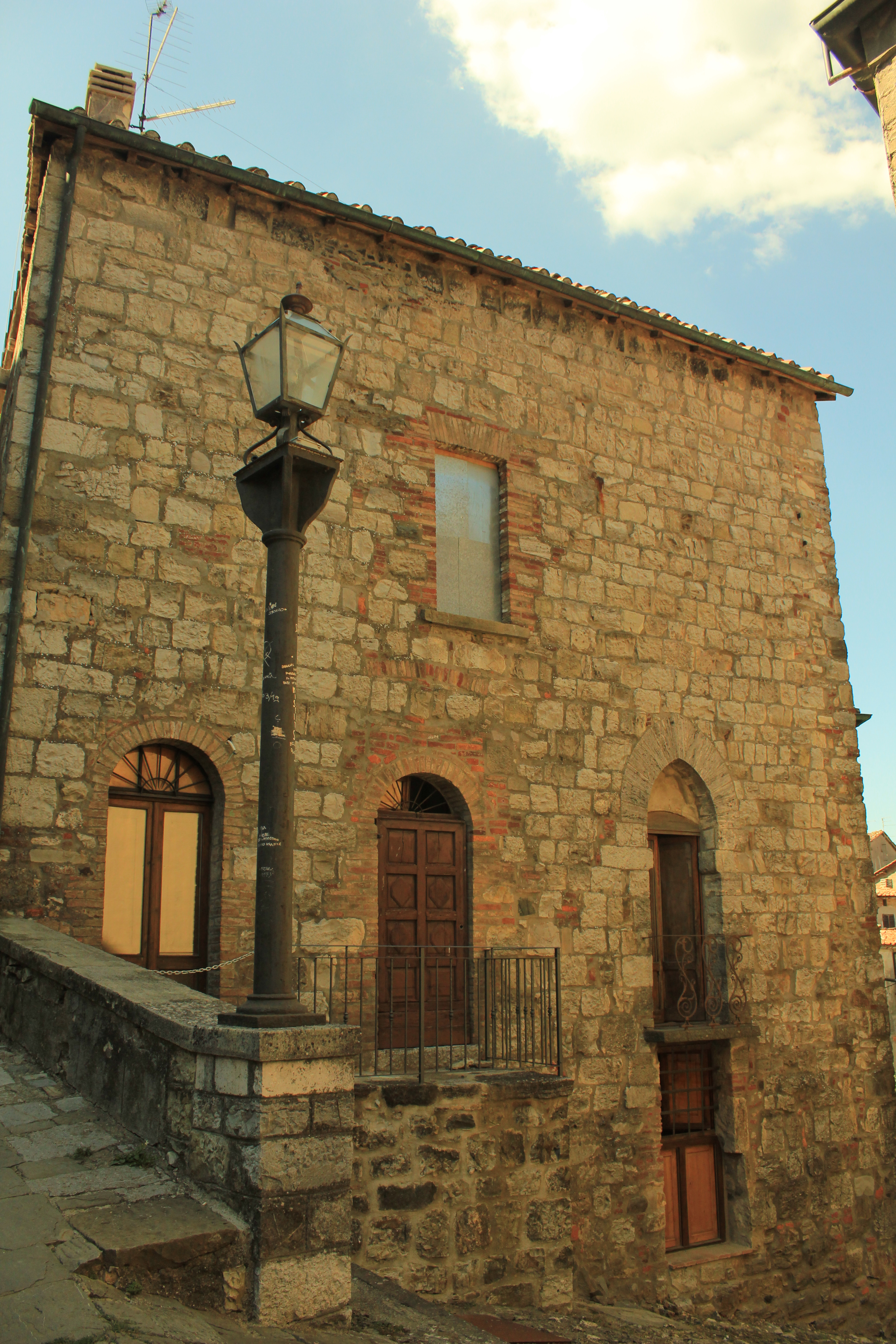
Torre Narducci

## Storia

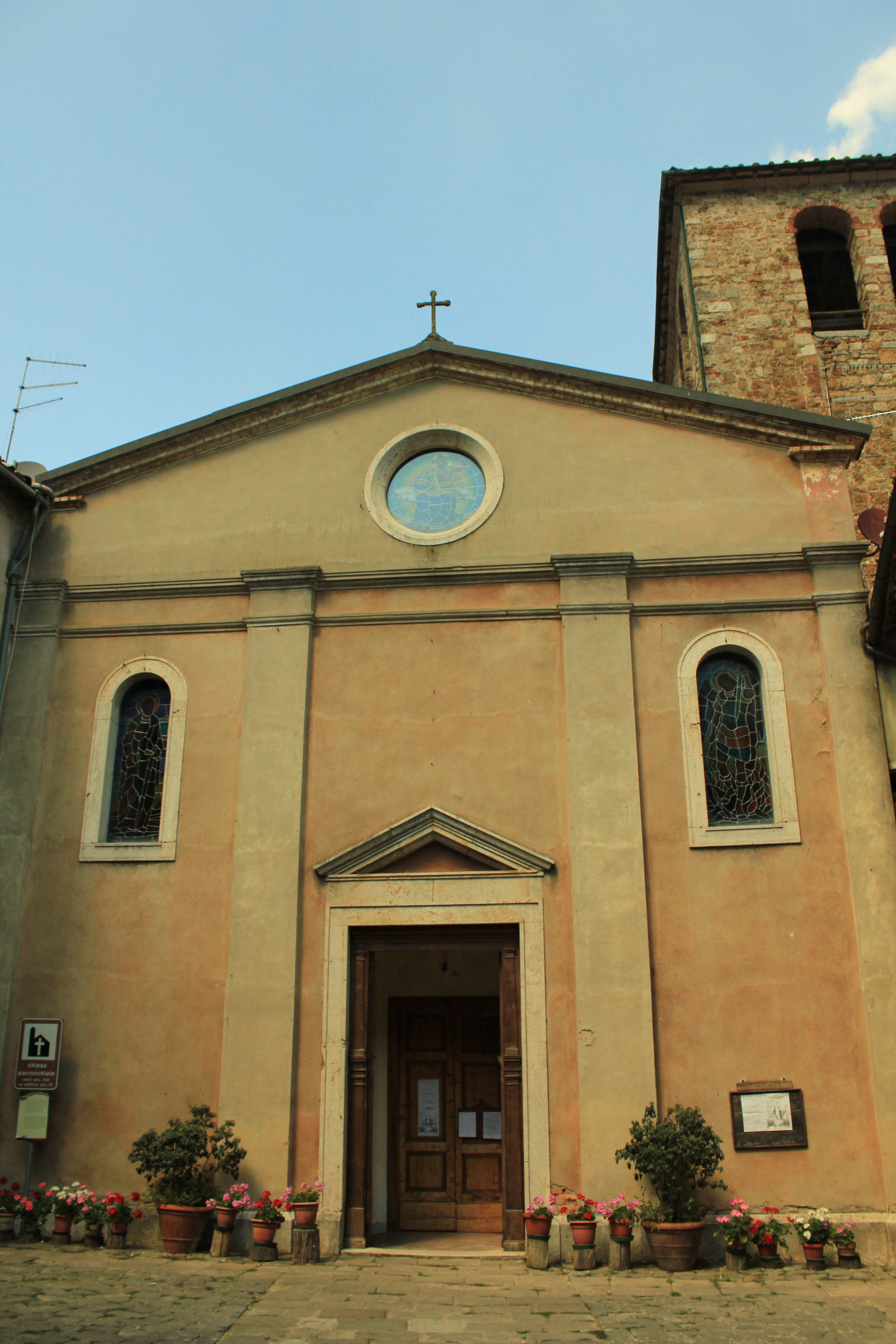
La pieve dei Santi Paolo e Michele

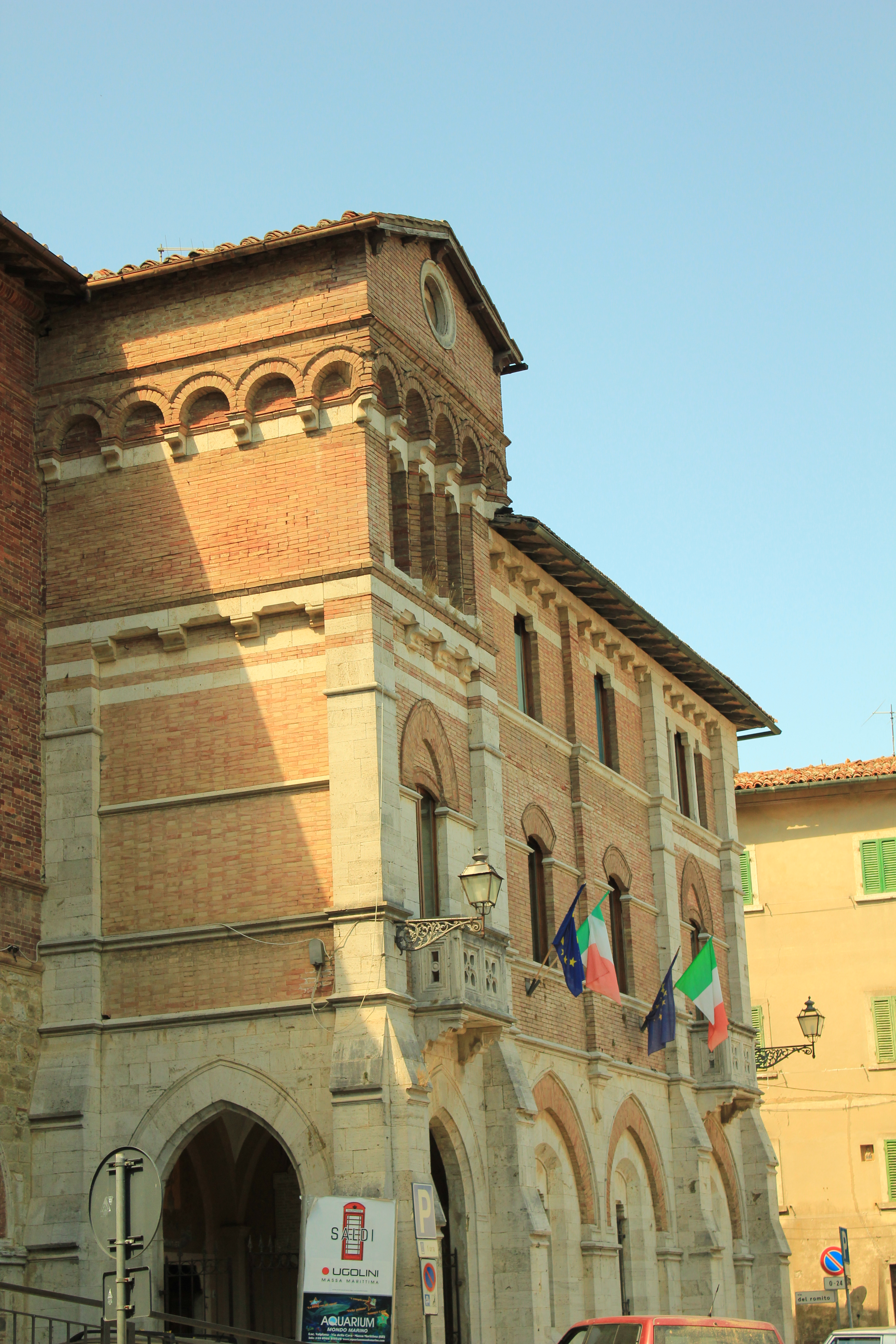
Il Palazzo Comunale

Montieri, al centro di una ricca vegetazione di boschi di querce, faggi e castagni, è adagiato sul fianco settentrionale del monte che porta lo stesso nome.
Di questo paese, forse preceduto da un insediamento di origine etrusca, si hanno notizie dall'896, quando il marchese di Toscana Adalberto II il Riccio ne donò il territorio, incluse le miniere, al vescovo di Volterra Arboino: i vescovi di Volterra esercitarono quindi, almeno teoricamente, i diritti giurisdizionali su Montieri per quattro secoli.
In realtà Montieri fu, dall'alto medioevo sino all'inizio del '400, il maggior fornitore europeo di una risorsa cruciale per i commerci: l'argento. Quindi, per la ricchezza dei suoi giacimenti, la classe mercantile senese esercitò su Montieri un'influenza costante, contestata dai poteri feudali, e da quelli concorrenti delle città circostanti. I mercanti senesi nel 1181 acquistarono un quarto delle terre e del castello. L'argento era una materia prima richiesta sui mercati in Medio Oriente, ma soprattutto permetteva, attraverso la monetazione, di dominare i mercati finanziari. Il contratto fu prorogato a causa della critica situazione economica in cui versavano i vescovi di Volterra, che per finanziare i propri debiti, nel corso del Duecento, avevano ipotecato e concesso in appalto ai banchieri senesi le miniere d'argento.
Incalzati da Siena, coinvolti nelle lotte tra i Pannocchieschi, cui erano legati, pressati dal nascente Comune massetano, i vescovi erano insidiati anche dalla organizzazione comunale locale, regolamentata da patti giurati nel 1216, nel 1219 e nel 1221-1222. Il giuramento del 1219, detto "breve", è importante anche dal punto di vista storico-letterario, in quanto si tratta dell'unico breve in volgare, forse destinato ad essere letto pubblicamente al popolo, prima della traduzione in latino. Questi documenti, conservati nell'Archivio Diocesano di Volterra, pubblicati da Gioacchino Volpe, sono preziosi per il graduale e progressivo delinearsi del regime comunale.
Le prime forme comunitative, a Montieri, sembrano risalire all'inizio del XIII secolo, e consistono in un patto tra le famiglie gentilizie degli Ugorazi e dei Bruccardi, discendenti probabilmente dei funzionari, posti da Siena e dal vescovo di Volterra nel 1181, a guardia del castello. Il "Comune", in questa fase, è questo semplice patto, che assume varie denominazioni ( "compagnia", "coniuratio", "societas") tra alcuni cittadini, con la funzione di garantire mutuo appoggio e difesa agli aderenti. Dunque lontano dal configurarsi come ente pubblico territoriale quale è oggi. A Montieri le due "compagnie", legate agli Ugorazi e ai Bruccardi, con la presenza di altre famiglie che costituivano l'aristocrazia del castello, formavano il gruppo dei "Lambardi" (il che indica chiaramente la discendenza longobarda), una casata ancor oggi esistente. Successivamente le due "compagnie" si fusero, capeggiate da un "dominus". I "soci" versavano un tributo annuo d'argento, e non palesavano dichiarate opposizioni alle prerogative feudali del vescovo. Infatti le "compagnie", avendo conquistato posizioni di potere, conseguirono l'emancipazione del comune dai poteri feudali del vescovo, con un percorso anomalo rispetto, ad esempio, alla vicina Massa. A questo periodo risale l'attività della zecca di Montieri: già nel 1214 il vescovo di Volterra Pagano aveva concesso ad una "compagnia" di fiorentini, Cambi e Cavalcanti, la facoltà di battere moneta. Notizie più certe su attività di conio si hanno intorno alla metà del XIII secolo; la moneta coniata, nota come "grosso di Montieri", avrebbe avuto inciso sul retro il nome di Ranieri vescovo, e sul verso la legenda "Crux est victoria nostra" ("La croce è la nostra vittoria"). Le contese tra Siena e Volterra per Montieri cessarono con l'intervento dell'Imperatore Federico II, che nel 1243 affittò le miniere, riservandosi giurisdizione e custodia del castello, ma dopo la sua morte Montieri e le sue miniere tornarono al vescovo di Volterra.
Nel 1326, dopo essere stato espugnato e distrutto dai Massetani, il castello cadde sotto il dominio senese, e fu firmato un atto di sottomissione a Siena. Nel 1364 furono abbattute le mura, ricostruite nel 1371. Al principio del XV secolo la scoperta di importanti giacimenti d'argento in Tirolo manda in crisi l'industria estrattiva, in via di esaurimento già dalla fine del XIII secolo. Crisi che portò ad un generale decadimento del paese; dal XV secolo le attività economiche furono costituite dall'agricoltura, dall'allevamento e dallo sfruttamento dei boschi.
Caduta la Repubblica senese nel 1555, Montieri entra a far parte del Granducato mediceo: nel 1608 venne eretto a Marchesato da Ferdinando I, insieme a Boccheggiano. A Biagio Capizucchi, primo Marchese di Montieri, si deve il restauro della chiesa di San Giacomo Apostolo (1614), da molti anni abbandonata, e la sistemazione dalla sepoltura del Beato Giacomo nella chiesa stessa. Dopo la morte di Biagio Capizzucchi, il popolo di Montieri chiese al Granduca che venissero mantenuti gli statuti e i privilegi in vigore. Così avvenne, e Montieri per tutto il XVII secolo fu governato dai vecchi atti normativi rielaborati e raccolti nei suoi "statuti" del Cinque-Seicento, che mantennero lo spirito di tradizionale autonomia già presente nei "brevi" del XIII secolo.
Nel 1621 il Marchesato passò ai Duchi Salviati, godendo di un lungo periodo di tranquillità. Riacquistò la titolarità delle funzioni amministrative, svolte nel Palazzo di Giustizia, costruito in quell'epoca. I Salviati si occuparono attivamente del governo di Montieri; a loro si devono molte costruzioni, oltre al Palazzo di Giustizia l'ampliamento del paese oltre le vecchie mura, la sistemazione di numerose strade, la Casa dei Papi, che insieme ai Mattii erano gli amministratori dei Duchi Salviati.

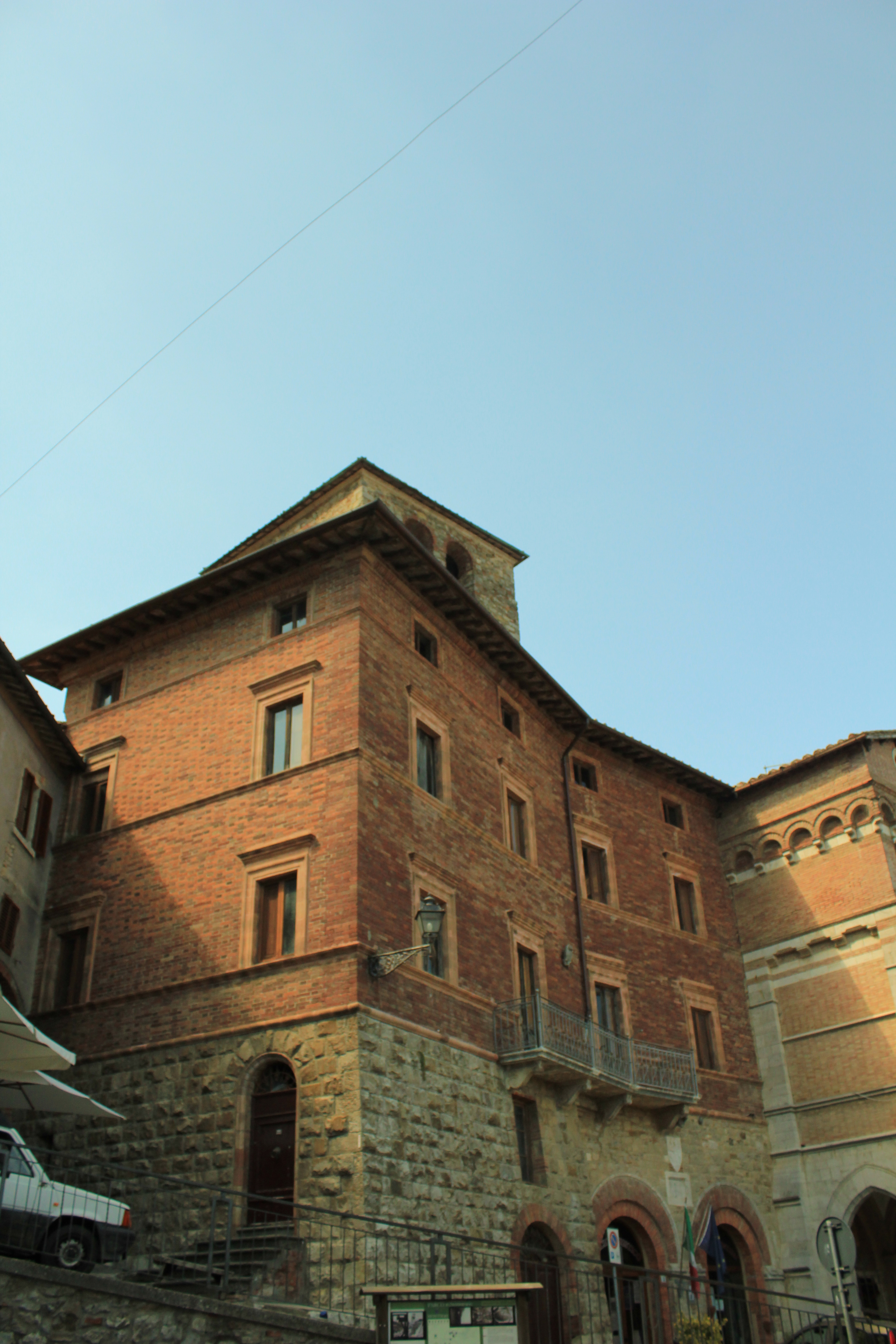
Il Palazzo dei Marchesi

Nel 1749 il Marchesato fu soppresso. Con le riforme di Pietro Leopoldo e la suddivisione dello Stato di Siena in due province, la Senese Superiore e la Senese Inferiore con capoluogo rispettivamente a Siena e a Grosseto. Montieri afferì alla prima. Montieri in questo periodo fu un tranquillo borgo rurale, sorretto soprattutto da una buona organizzazione amministrativa e civica. Giovanni Targioni Tozzetti, a fine Settecento, (Relazioni di alcuni viaggi fatti in diverse parti della Toscana) pur constatandone la svantaggiosa posizione geografica, ammette che "con tutto ciò è molto abitato, vi sono molte famiglie ricche (…) sono molti Poderi, e Domesticheti; in alto poi sono vasti Castagneti, dai quali i paesani ritraggono ampie raccolte" e adduce il motivo di tanta popolosità all'esistenza dello Statuto Municipale, che "proibisce ai forestieri (…) d'acquistare beni stabili in quel Territorio (…) Quasi ognuno possiede terreni (…) In somma tutti trovano il campamento dentro al paese, e non sonno costretti a cercarselo fuori dalla patria".
Successivamente non vengono registrati eventi di rilievo, tranne alcuni dissapori con i paesi vicini. Dal diario di un falegname del paese, Giacomo Fabbri, si ricavano notizie sulla presenza dei Francesi in Toscana e degli avvenimenti relativi alla "bufera" napoleonica; dopo la Restaurazione, nel 1833 furono annesse al territorio di Montieri le frazioni di Travale e Gerfalco.
Da segnalare, in epoca risorgimentale, un indirizzo di adesione al governo di Vittorio Emanuele II, il primo di tutta la provincia di Grosseto (29 dicembre 1859).
Durante la seconda guerra mondiale, nel periodo dell'occupazione tedesca e della Repubblica Sociale Italiana, i tre figli minori di Guido Bedarida (Anna, undici anni - Gabriele, nove anni, Davide di sette) trovarono rifugio dalle persecuzioni anti-ebraiche presso le Suore Stimmatine e nell'orfanotrofio da esse diretto .

### Simboli
Il gonfalone è un drappo di rosso.

## Monumenti e luoghi d'interesse

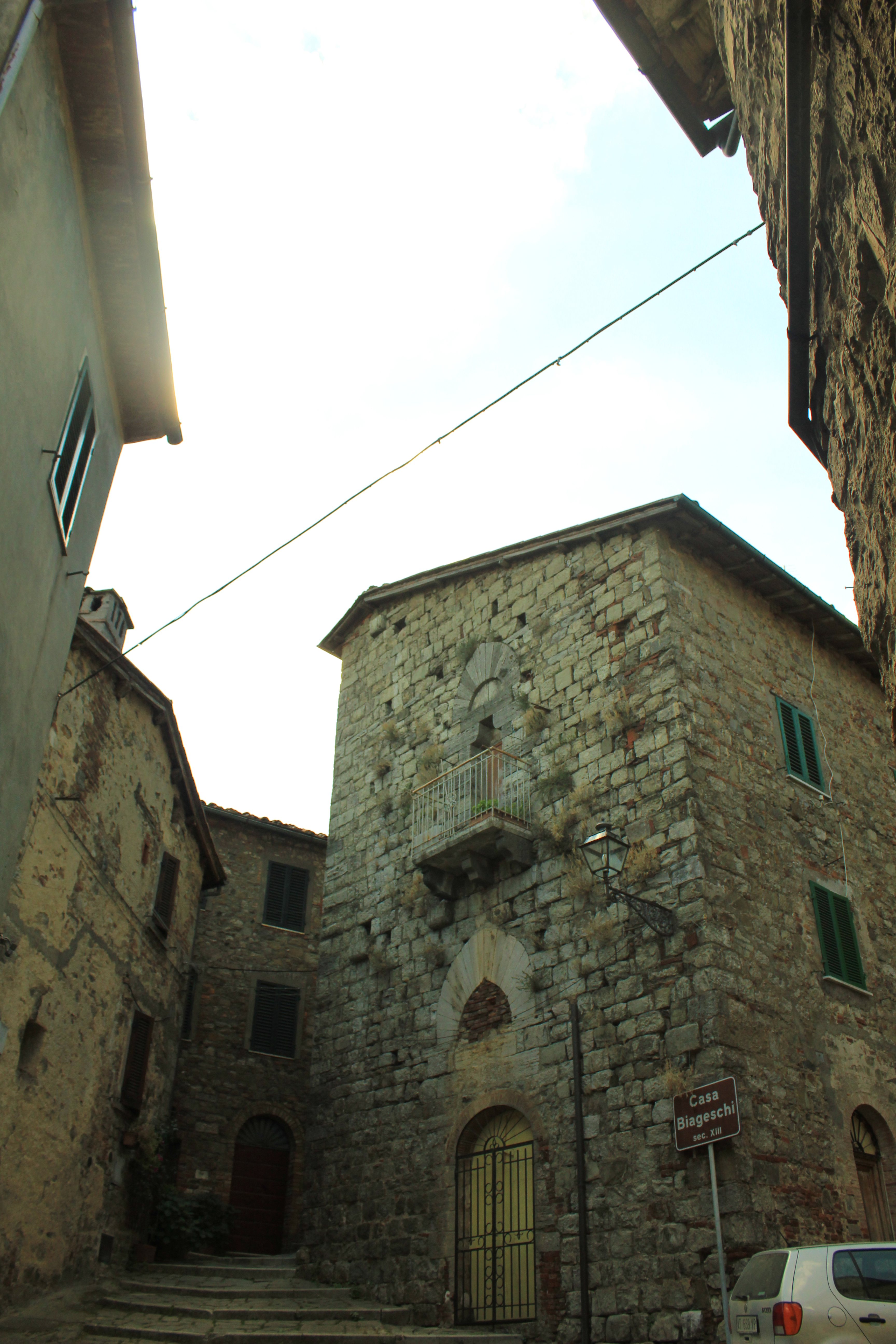
Torre Biageschi

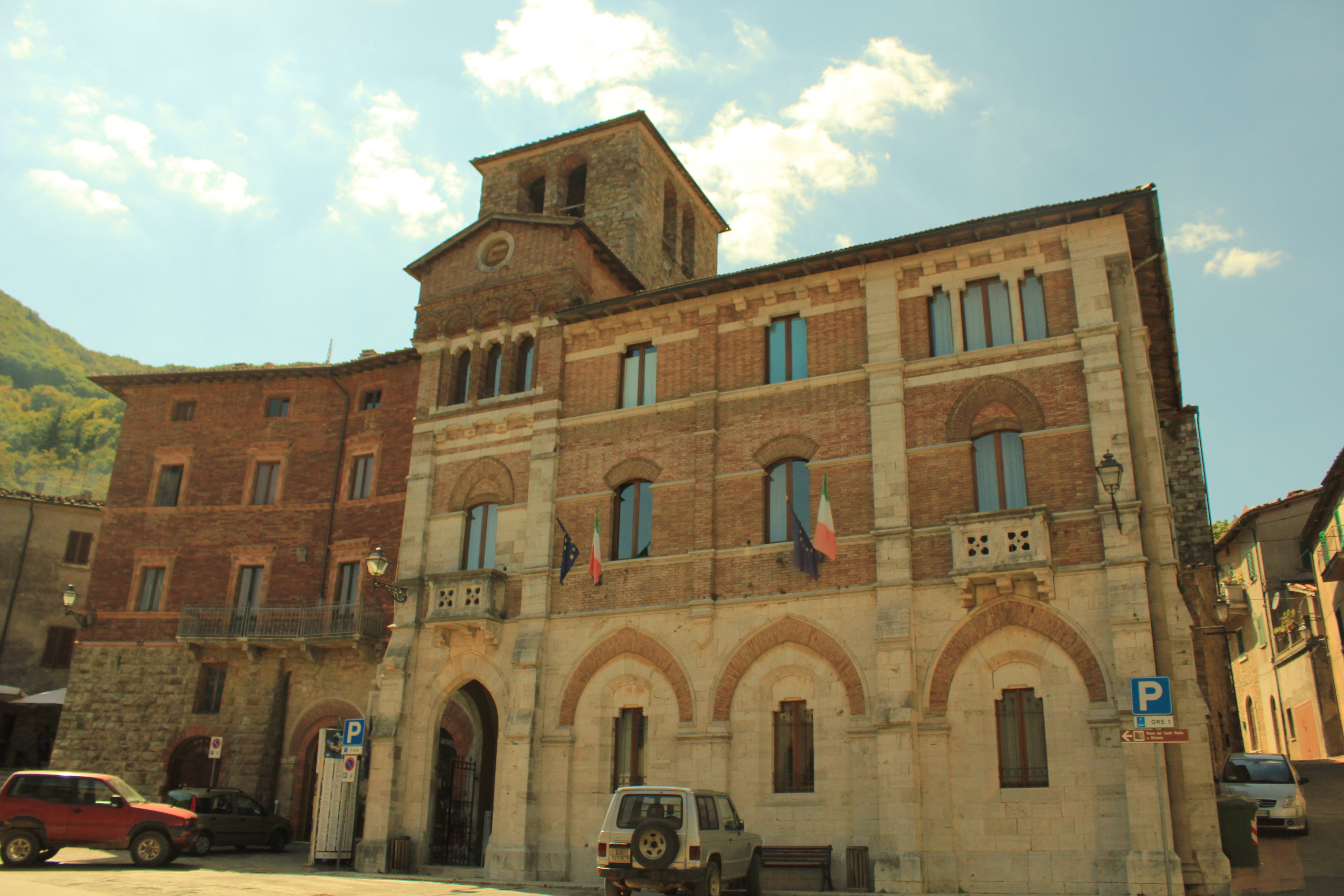
Palazzo Comunale e dei Marchesi

### Architetture religiose

#### Chiese parrocchiali
- Pieve dei Santi Paolo e Michele
- Chiesa di San Bartolomeo a Boccheggiano
- Chiesa di San Biagio a Gerfalco
- Chiesa dei Santi Michele e Silvestro a Travale

#### Chiese minori
- Chiesa di San Giacomo Apostolo
- Chiesa di San Francesco
- Chiesa della Madonna dei Castagni, nei dintorni di Montieri
- Pieve di San Paolo a Montieri: ruderi
- Chiesa di San Sebastiano a Boccheggiano
- Chiesa della Misericordia a Gerfalco
- Chiesa di Sant'Agostino a Gerfalco
- Chiesa di Sant'Antonio da Padova a Campo Giardino, nei dintorni di Travale
- Chiesa di San Giovanni Battista a Brezzano, nei dintorni di Travale

#### Cappelle
- Cappella di Sant'Anna a Montieri
- Cappella di San Daniele, in località Mignone
- Cappella dell'Avveduta, nei dintorni di Gerfalco
- Oratorio della Compagnia a Travale

### Architetture civili

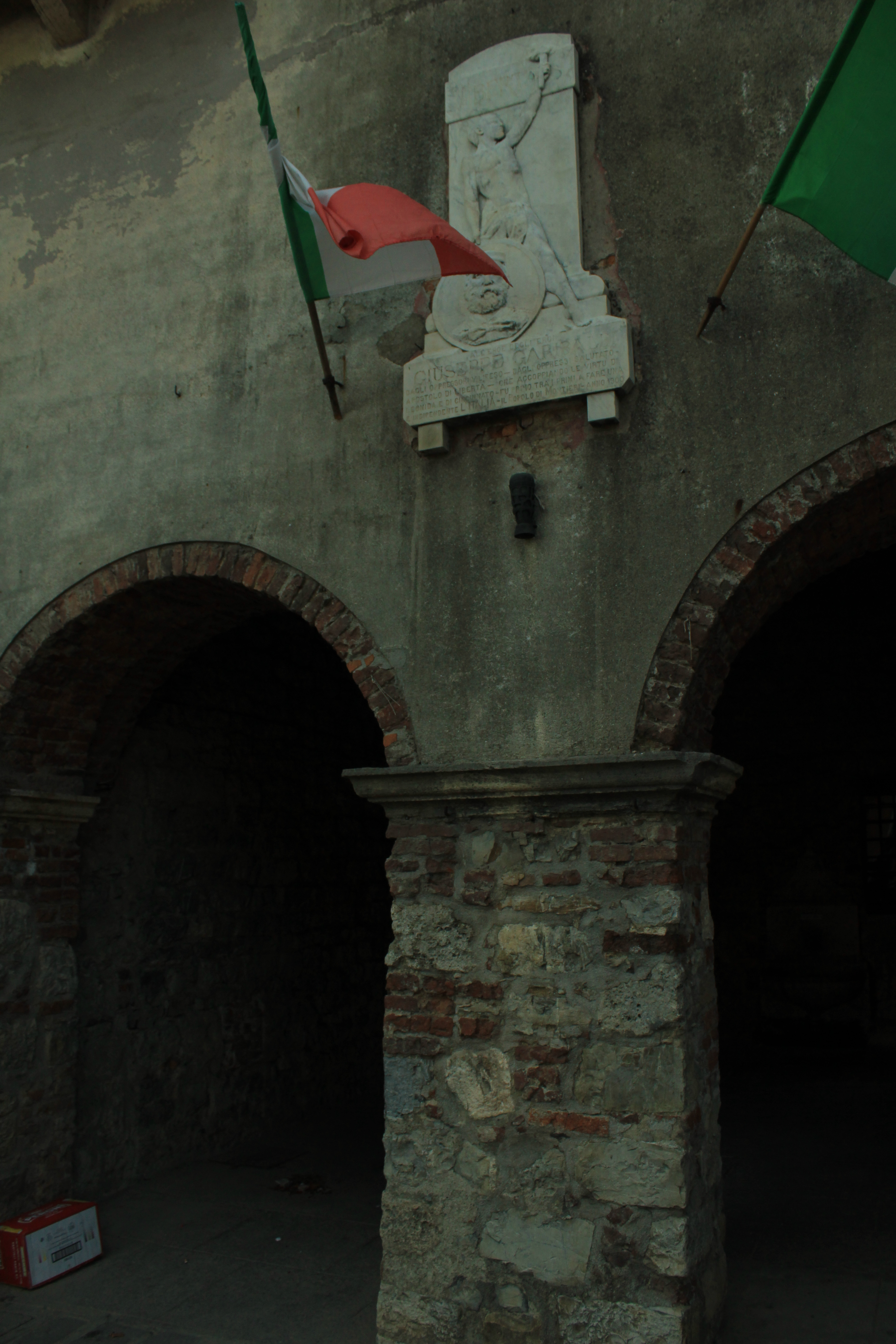
Fonti di Sotto

- Fonti di Sopra, fonti risalenti al 1233 sotto il loggiato del Palazzo Papi Mattii.
- Fonti di Sotto, probabilmente coeve alle Fonti di sopra, costituivano con esse un sistema idrico integrato per l'approvvigionamento idrico del centro di Montieri. Fino alla metà del Novecento era presente un abbeveratoio per animali, poi eliminato, al suo posto sono stati collocati due piccoli bacini di pietra. Sono costituite da uno spazio quadrangolare collegato alla via da due archi a sesto acuto. Nel tardo Ottocento, è stata collocata una lapide in memoria di Giuseppe Garibaldi.
- Palazzo Comunale, progettato e realizzato da Lorenzo Porciatti, fu completato nel 1901 in stile neogotico. Nel luogo in cui venne costruito sorgeva il più antico Palazzo di Giustizia di Montieri, abbattuto per permettere la costruzione del nuovo edificio.
- Palazzo Papi Mattii, noto anche come Palazzo dei Marchesi, fu costruito nel Seicento, mentre una ristrutturazione novecentesca ha sostituito le originarie pietre squadrate della facciata con mattoni.
- Torre Narducci, situata nel borgo di Montieri, appartenne all'omonima famiglia locale che per secoli coltivò le miniere delle Carbonaie. La costruzione conserva ancora la tessitura muraria originale medievale in conci di pietra a filaretto.
- Torre Mazzarocchi, antica casa-torre medievale del centro di Montieri di cui si è conservata soltanto la base.
- Torre Biageschi, di impianto medievale, localizzata in prossimità della Pieve dei Santi Paolo e Michele di Montieri. Sono ancora presenti due delle originarie porte, seppur parzialmente interrate, di cui una ad arco acuto ed una ad arco tondo; al piano superiore sono visibili una piccola porta e due finestre sormontate da archi.

### Architetture militari
- Cassero Senese, situato in posizione dominante rispetto all'intero abitato di Montieri, è testimoniato già in documenti dal 1216, risultando una delle costruzioni più antiche del paese. Una parte fu costruita in concomitanza all'edificazione delle mura, nel Duecento, ma la parte meridionale può farsi risalire già all'XI secolo. La parte superiore ha subito rimaneggiamenti, mentre l'inferiore in filarotto, mantiene ancora alcune delle caratteristiche strutturali originarie.
- Mura di Montieri
- Mura di Boccheggiano
- Mura di Gerfalco
- Mura di Travale

### Aree naturali
- Cornate di Gerfalco
- Riserva naturale Cornate e Fosini
- Poggio di Montieri

### Altro
- Le Roste

## Società

### Evoluzione demografica
Abitanti censiti

### Distribuzione degli abitanti
| Frazioni             | Abitanti (2011) | Altitudine |
| -------------------- | --------------- | ---------- |
| Montieri (capoluogo) | 360             | 704        |
| Boccheggiano         | 311             | 664        |
| Gerfalco             | 110             | 774        |
| Travale              | 59              | 520        |
| Altre località       | 307             | -          |

### Etnie e minoranze straniere
Secondo i dati ISTAT al 31 dicembre 2009 la popolazione straniera residente era di 291 persone. Le nazionalità maggiormente rappresentate in base alla loro percentuale sul totale della popolazione residente erano:
- Repubblica di Macedonia, 108 - 8,64%
- Germania, 53 - 4,24%
- Albania, 29 - 2,32%
- Romania, 24 - 1,92%

## Cultura

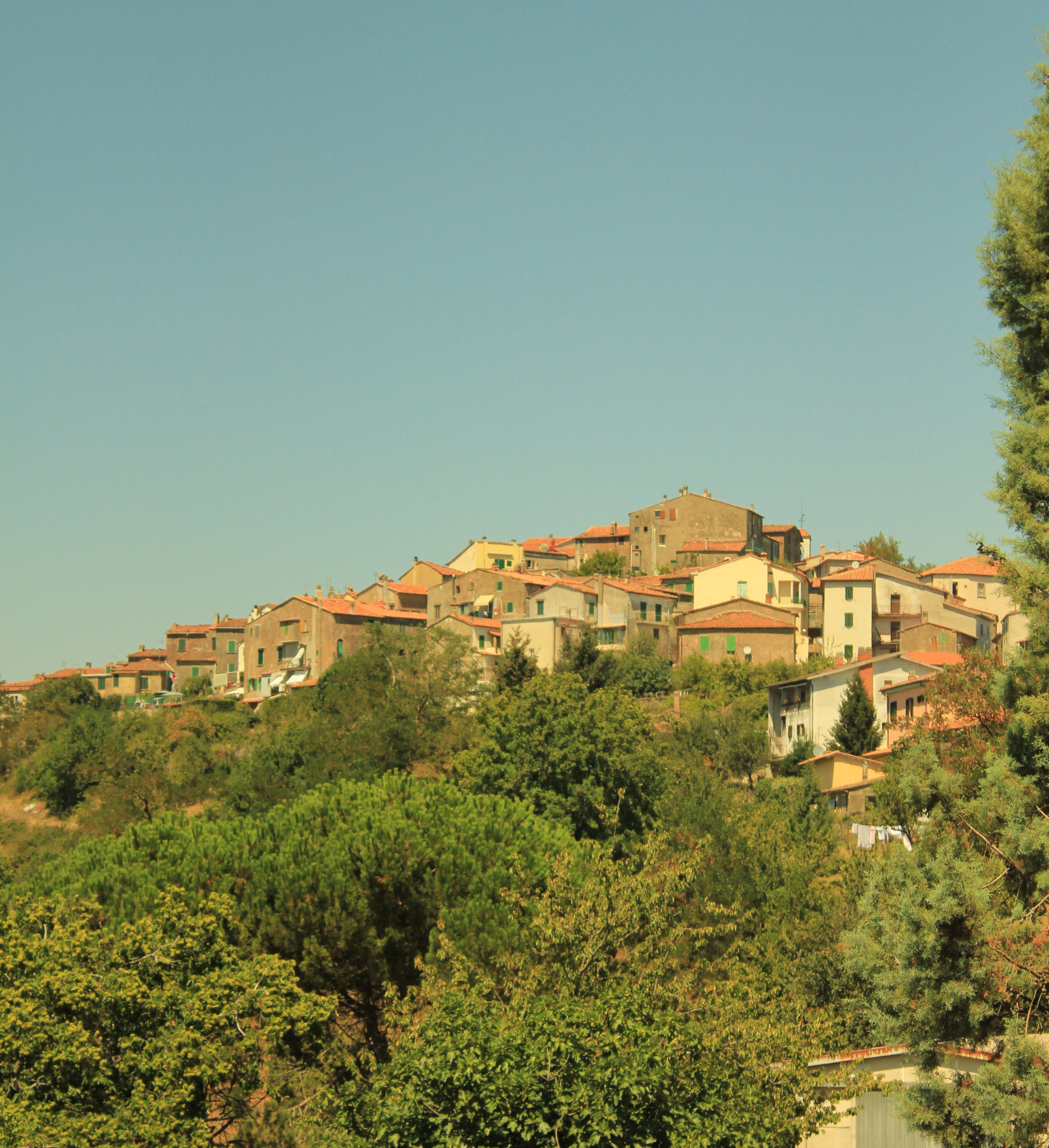
Panorama di Boccheggiano

### Musei
- Giardino dei Suoni, parco-museo artistico situato nei pressi di Boccheggiano, visitabile su appuntamento.

### Teatri
- Sala teatrale di Boccheggiano, teatro comunale di Montieri, situato nella frazione di Boccheggiano.

### Parco Nazionale Tecnologico Archeologico delle Colline Metallifere Grossetane
Montieri è uno dei sette Comuni che compongono il Parco Tecnologico Archeologico delle Colline Metallifere Grossetane. Le finalità istituzionali del Parco riguardano il recupero, la conservazione e la valorizzazione del patrimonio ambientale, storico-culturale e tecnico-scientifico delle Colline Metallifere, segnate in particolar modo dall'esperienza mineraria
I siti di competenza nel territorio comunale di Montieri sono:
- Poggio Mutti - miniera e cava di Poggio Mutti, cave di Romano, miniere di Montevecchio
- Montieri - pozzo del Beato Giacomo, miniera Buca delle Fate, cava Buca delle Fate, Galleria S. Barbara, miniera di Santa Maria, Galleria di Fonte Ghiacci: Pozzo Leopoldo, La Polveriera
- Le Merse - miniera di Cagnano, miniera di Bagnolo, Le Roste, impianti di Pelagone, Le Merse, miniera di Valle Buia
- Campiano - miniere di Campiano e Ribudelli
- Boccheggiano - galleria Pitordini, miniera Mulignoni, miniera Botroni, miniera di Baciolo, miniera dell'Acqua Calda Dechars, miniera di Cavagigli, miniera di Ballarino, miniera di Rigagnolo, impianti di teleferica L'Angolo, Galleria di scolo, miniera La Torna

La porta del Parco cioè il centro di accoglienza e informazioni all'interno del comune di Montieri è situata presso il Teatro di Boccheggiano.

## Geografia antropica

### Frazioni
- Boccheggiano, la più grande delle frazioni del comune di Montieri. I primi documenti storici che attestano l'esistenza del paese risalgono al XIII secolo e affermano che a quel tempo il vescovo di Volterra vantava dei diritti sul castello, costruito alla fine del XII secolo. Nel 1291 il castello di Boccheggiano passò nelle mani della famiglia Salimbeni che operò negli anni una intensa attività costruttiva, dotandolo di una cinta muraria con due porte di accesso fortificate. Nel 1444 fu definitivamente occupato da Siena e nel 1608 il Granduca Ferdinando I lo riunì al Marchesato di Montieri, donandolo ai Capizzucchi di Roma. Dichiarato feudo da Ferdinando II, fu accordato nel 1621 col titolo di Marchesato ad Antonio Salviati, nobile fiorentino, e alla stessa famiglia rimase fino a1 1749, quando entrò in vigore la legge sull'abolizione dei feudi granducali.
- Gerfalco, frazione situata ai piedi del rilievo montuoso delle Cornate dove si estende l'omonima riserva naturale; le Cornate di Gerfalco costituiscono la vetta più elevata delle Colline Metallifere, raggiungendo l'altezza di 1060 metri s.l.m. Il borgo sorse in epoca medievale e fu conteso tra i vescovi di Volterra, i Pannocchieschi e gli Aldobrandeschi fino alla fine del Duecento, epoca in cui passò sotto il controllo della famiglia Pannocchieschi. Passato successivamente sotto il controllo dei Senesi, il paese conobbe alcuni periodi di decadenza; nella seconda metà del Cinquecento anche Gerfalco venne inglobato nel Granducato di Toscana.
- Travale, borgo medievale che nacque come possesso della famiglia Pannocchieschi. Il paese fu il luogo in cui visse Elena di Travale, una delle più conosciute streghe della Maremma, specializzata nella pratica dei filtri di amore e di odio. Sottoposta a processo dalla Santa Inquisizione, venne condannata alla fustigazione sulla piazza di Volterra intorno alla metà del Quattrocento e all'esilio. Il paese è famoso per uno dei primi documenti in volgare italiano (secolo 12°) "la guaita" di Travale.

Da ricordare la località di Campiano, Gabellino, La Fabbrica e Le Fornaci.

## Economia

### Sfruttamento minerario
Lo sfruttamento delle miniere di rame e d'argento risale probabilmente ad epoca etrusca, ma conobbe il suo massimo splendore nel medioevo: pozzi di estrazione sono disseminati in molte zone del Poggio di Montieri, la "Buca delle Fate" è l'esempio meglio conservato di pozzo medioevale; le aree di estrazione maggiormente conservate, si trovano nel settore sud-est del paese. I filoni mineralizzati, principalmente, erano costituiti da solfuri misti di piombo, zinco, ferro, rame e ferro, bismuto (galena, blenda, pirite, calcopirite, tetraedrite). Oltre ai minerali venivano estratti anche diaspro, quarzo, marmo rosso.
Le miniere nel IX secolo divennero possesso del vescovo di Volterra, che le amministrò per circa quattro secoli. I cavatori pagavano ai proprietari dei terreni la "decima", cioè un censo annuale in minerale sulla base della quantità estratta. A sua volta il vescovo, che riceveva un corbello ogni quattro di minerale estratto, doveva all'impero un censo annuale. Inoltre vi era da pagare uno jus corbelli, una tassa per l'uso che i cavatori facevano delle misure e dei pesi regolamentari, possesso esclusivo del vescovo. Lo sfruttamento delle miniere fu di grande utilità anche per Siena, che preso possesso del territorio di Montieri, oltre all'argento, il rame e il piombo traeva dal castello anche il marmo rosso, con cui è stata decorata la facciata del Duomo ed è stato eseguito il pavimento di Santa Maria in Provenzano. Un impoverimento dell'attività mineraria è documentato già alla fine del XIII secolo: l'abbandono definitivo delle miniere coincise con la grande crisi di fine Trecento, preceduta dalla peste del 1348 e dalla successiva carestia. Nuove ricerche e tentativi di escavazione si tennero durante il XV secolo ma, limitati e di scarso successo, non fermarono la decadenza di Montieri come centro minerario.
Intorno alla metà del Settecento, sulla base di ricerche di Giovanni Targioni Tozzetti, un imprenditore livornese affidò nel 1753 a Giovanni Arduino, noto direttore di miniere veneto, la direzione della miniera Le Carbonaie. Furono costruiti una fonderia e alcuni edifici destinati ad abitazioni e uffici per il direttore, ma la miniera chiuse per la scarsa produttività; l'Arduino scoprì anche altri giacimenti, ma non raggiunse mai i risultati sperati. Comunque la planimetria della zona, che lui stesso elaborò costituì la base conoscitiva per i successivi interventi messi in opera. Nel 1836 l'imprenditore francese Luigi Porte cercò di riattivare, senza successo, le antiche cave intorno al paese; altri tentativi seguirono nel 1840.
Le ricerche furono riprese nel 1899 da parte della Società Montecatini, che indagò prevalentemente sui lavori più antichi: furono riaperte tre gallerie (Santa Maria, San Giacomo, Madonna dei Castagni), ma i filoni furono trovati completamente privi di minerale. La principale ricchezza del comune è sempre stata legata all'attività estrattiva della frazione di Boccheggiano, conclusasi solo nel 1994 con la chiusura della miniera di Campiano.

## Amministrazione
| Periodo          | Periodo          | Primo cittadino       | Partito                                               | Carica                    | Note            |
| ---------------- | ---------------- | --------------------- | ----------------------------------------------------- | ------------------------- | --------------- |
| 23 aprile 1995   | 9 agosto 1995    | Ilio Giorgio Russo    | centro-sinistra                                       | Sindaco                   |                 |
| 9 agosto 1995    | 19 novembre 1995 | Renzo Vatti           | centro-sinistra                                       | Assessore in carica       |                 |
| 19 novembre 1995 | 16 aprile 2000   | Giancarlo Bastianini  | centro-sinistra                                       | Sindaco                   |                 |
| 16 aprile 2000   | 3 aprile 2005    | Ilio Giorgio Russo    | lista civica di centro                                | Sindaco                   |                 |
| 4 aprile 2005    | 28 marzo 2010    | Marcello Giuntini     | lista civica di centro-sinistra                       | Sindaco                   |                 |
| 29 marzo 2010    | 21 febbraio 2014 | Marcello Giuntini     | lista civica di centro-sinistra                       | Sindaco                   | secondo mandato |
| 21 febbraio 2014 | 26 maggio 2014   | Maria Paola Corritore | -                                                     | commissario straordinario |                 |
| 26 maggio 2014   | 2019             | Nicola Verruzzi       | lista civica di centro-sinistra Il Futuro è Ora       | Sindaco                   |                 |
| 27 maggio 2019   | 2024             | Nicola Verruzzi       | lista civica di centro-sinistra Non Fermiamo La Corsa | Sindaco                   | secondo mandato |
| 2024             | in carica        | Nicola Verruzzi       | lista civica di centro-sinistra                       | Sindaco                   | terzo mandato   |

## Sport

### Calcio
La principale squadra di calcio della città è l'A.C. Montieri A.S.D. che milita nel girone F toscano di 2ª Categoria.